# 芬特雷斯縣 (田納西州)
芬特雷斯县（英語：Fentress County）是美國田納西州東北部的一個縣。面積1,292平方公里。根据美國2000年人口普查，共有人口16,625人。縣治詹姆斯頓（Jamestown）。
成立於1823年11月28日。縣名紀念州眾議員、議長詹姆斯·芬特雷斯。